# Arthur Bourchier
Pour les articles homonymes, voir Bourchier.
Arthur Bourchier, né le 22 juin 1863 à Speen (Royaume-Uni) et mort le 14 septembre 1927 à Johannesbourg (Afrique du Sud), est un acteur et directeur de théâtre britannique. Il a épousé, et plus tard divorcé, de l'actrice Violet Vanbrugh.
Bourchier est connu pour ses rôles à la fois dans le théâtre classique, en particulier de Shakespeare, et dans des pièces contemporaines, y compris des œuvres de William Gilbert, Anthony Hope, Arthur Wing Pinero et Alfred Sutro. Il a dirigé plusieurs théâtres du West End au cours de sa carrière, dont le Royalty, le Criterion, le Garrick (pour un total de huit ans), His Majesty's et le Strand.
Dans ses dernières années, Bourchier est actif dans la politique britannique en tant que membre du Parti travailliste.

## Biographie
Bourchier naît à Speen, Berkshire, en Angleterre. Il est le fils unique de Fanny (née Farr) et du capitaine Charles John Bourchier. Il fait ses études à Eton, où il joue au cricket, et à l'Université d'Oxford, principalement à Christ Church. À Oxford, il joue sur scène avec un groupe amateur appelé la Philothespian Society, avec qui il joue Shylock dans The Merchant of Venice. Encouragé par le vice-chancelier Benjamin Jowett, Bourchier fonde l'Oxford University Dramatic Society (OUDS), qui succède aux Philothespians. Avec les OUDS, Bourchier joue Hotspur, Falstaff, Feste, Thanatos (dans Alcestis) et Brutus au César de Harry Irving.

### Carrière
La première apparition professionnelle de Bourchier est, avec Lillie Langtry, en 1889, comme Jaques dans Comme il vous plaira. Il joue également avec Charles Wyndham au Criterion Theatre et voyage en Amérique pour apparaître sur scène avec la compagnie d'Augustin Daly, pour qui il joue plus tard le rôle de Robin Hood dans The Foresters de Tennyson à sa première de Londres. En 1893, il apparaît avec Violet Vanbrugh, la sœur aînée d'Irene Vanbrugh, dans la production de Daly de Love in Tandem au Daly's Theatre de Londres. Ils se marient l'année suivante et ont une fille, Prudence (née en 1902), qui devient également actrice et prend le nom de scène Vanbrugh.
Bourchier et Vanbrugh participe à des spectacles de commande devant le roi Édouard VII en novembre 1902 dans Dr Johnson à Sandringham avec la compagnie de Henry Irving, et, en novembre 1905, dans The Merchant of Venice à Windsor. Ils font une tournée en 1908 avec John Glayde's Honour. En 1910, Bourchier rejoint Sir Herbert Beerbohm Tree au His Majesty's Theatre et joue dans des rôles shakespeariens, notamment Bottom dans A Midsummer Night's Dream, Brutus dans Julius Caesar, Sir Toby Belch dans La Nuit des rois et  Falstaff dans The Merry Wives of Windsor. Il a un succès notable en tant que personnage principal dans Henry VIII avec Tree en tant que Wolsey et Vanbrugh comme reine Katherine, suivi par le film muet de Tree d'une version raccourcie de la pièce en février 1911. En 1913, Bourchier et Vanbrugh produisent leur propre film en Allemagne de scènes de Macbeth.  

Dans ses dernières années, Bourchier s'engage dans la politique, en écrivant une brochure pour le Parti travailliste indépendant en 1926 sur "L'art et la culture en rapport avec le socialisme". Au moment de sa mort, il était choisi comme candidat parlementaire du Parti travailliste pour Gloucester. Lors des élections suivantes, son successeur du Parti travailliste a échoué par la faible marge de 493 voix pour vaincre le candidat conservateur. Au cours de la dernière année de sa vie, Bourchier entreprend une tournée en Afrique du Sud. Son départ est marqué par un déjeuner chez Claridge's au cours duquel est présenté un buste en bronze de lui-même commandé par d'anciens membres de l'OUDS en reconnaissance de son travail de fondation et de subventionnement de la société.
Bourchier tombe malade en Afrique du Sud et meurt d'une pneumonie à Johannesburg en 1927 à l'âge de 64 ans.